# Limmat
Limmat – rzeka w Szwajcarii, która ma źródło w Zurychu u północnego końca Jeziora Zuryskiego, skąd płynie w północno-zachodnim kierunku, gdzie po 35 km wpada do rzeki Aare, na północ od małego miasteczka Brugg.
Jej główne dopływy to Sihl (w Zurychu) i Reppisch (w Dietikon).
Główne miasta, przez które przepływa, oprócz Zurychu, to o wiele mniejsze Dietikon, Wettingen i Baden oraz małe wioski pomiędzy nimi.
Jak z większości szwajcarskich rzek, jest z niej intensywnie uzyskiwana energia elektryczna: na 35 km jej długości znajduje się nie mniej niż dziesięć elektrowni wodnych.